# Lars Koepsel

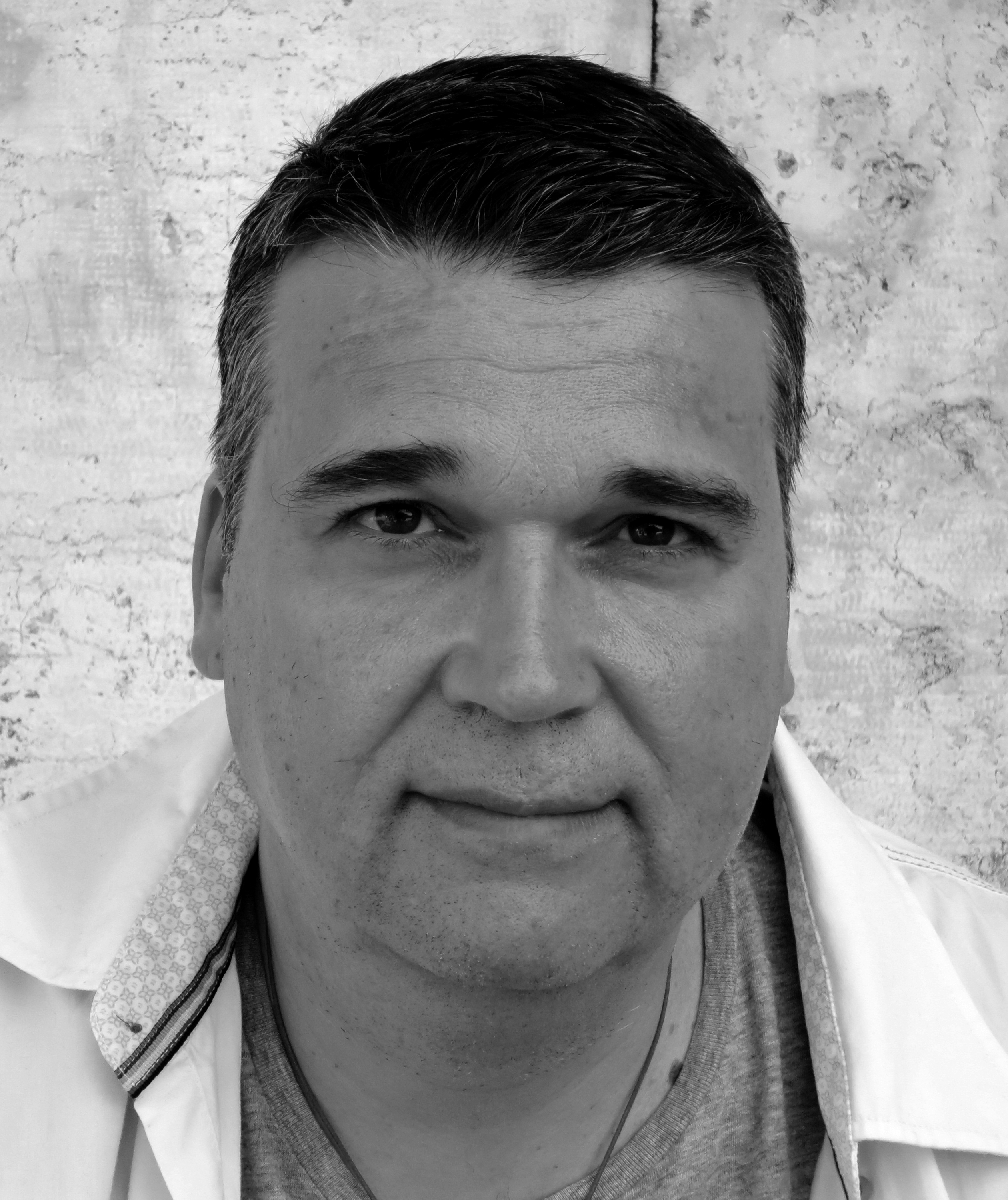
Lars Koepsel (2015)

Lars Koepsel (* 1964 in Bingen am Rhein) ist ein deutscher bildender Künstler.

## Leben
Nach dem Abitur am Stefan-George-Gymnasium in Bingen studierte Koepsel von 1983 bis 1985 Kunstgeschichte bei Hans-Jürgen Imiela an der Johannes Gutenberg-Universität Mainz. 1985 begann er eine Ausbildung zum Fassmaler, Vergolder und Kirchenmaler in Allershausen in Bayern und schloss diese 1988 in Berchtesgaden ab. Während dieser Zeit arbeitete er an der Restaurierung von St. Leonhard in Nußdorf am Inn und St. Andreas (Berchtesgaden) mit.
Nach dem Zivildienst und einer Autoreise durch Nordeuropa machte sich Koepsel 1991 als freier Künstler selbstständig. 1998 verbrannte er fast sein gesamtes, bis dahin entstandenes, malerisches Werk, um sich zu befreien. Von 1998 bis 2001 studierte er Philosophie an der LMU München. 2013 gründete er das Apartment der Kunst, einen Non-profit Kunstraum in München, den er seither leitet und kuratiert.
Koepsel ist verheiratet und hat einen Sohn.

## Wirken
In seiner Kunst nutzt Lars Koepsel verschiedene Medien, Büttenpapier, alte Landkarten, alte Globen und Puzzles aus seiner Kindheit, die er beschriftet. Dabei sind seine Arbeiten jedoch vorwiegend durch die Verwendung seiner Handschrift gekennzeichnet. Seine textbasierte Kunst speist sich aus Abschriften ganzer Bücher wie z. B. Dantes Göttlicher Komödie, Platons Theaitetos, Hanna Ahrendts Wir Flüchtlinge, Erasmus von Rotterdams Lob der Torheit, Marx / Engels Kommunistischem Manifest und anderer Texte.
Von 1995 bis 2002 verbrachte Koepsel jährlich zwei bis drei Monate in Taiwan, wo er durch die Beschäftigung mit chinesischer Kalligraphie zur intensiven Verwendung von Handschrift für seine Arbeit fand.

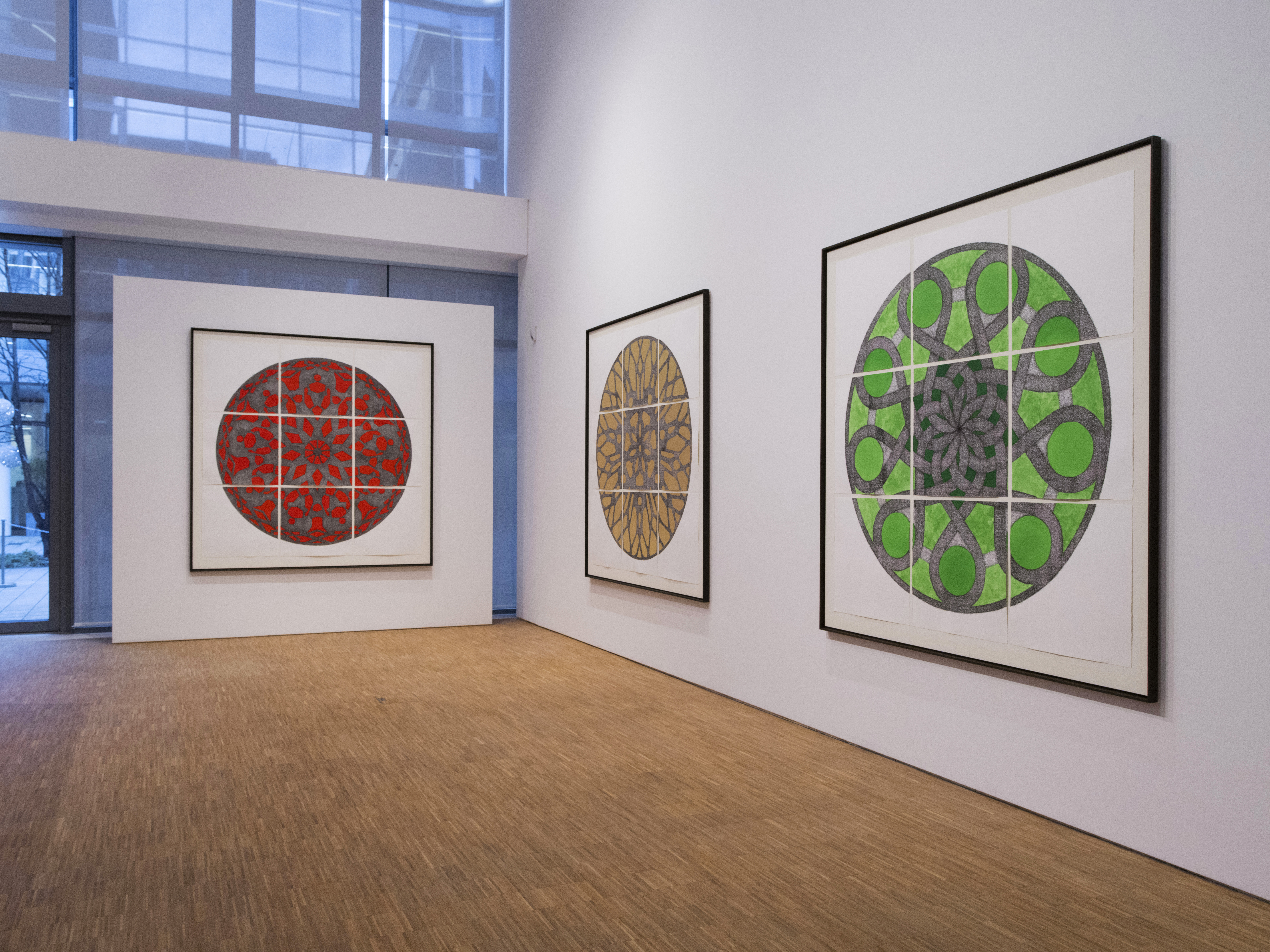
Dante: Inferno; Purgatorio; Paradiso. Deutsche Gesellschaft für christliche Kunst

Für seinen Kurzfilm Game over arbeitete er mit dem deutsch-polnischen Komponisten Roman Pawollek zusammen.

## Wichtige Zitate zur Werkerklärung
Der im Katalog Videoportraits und Texte von 2003 erschienene Essay von Heinz Schütz : Bücher abschreiben...Bücher werden Bilder. In diesem referiert Schütz im Besonderen auf den handschriftlichen Vorgang im künstlerischen Prozess selbst:
Zitat:"Die Textaneignung Koepsels vollzieht sich in verschiedenen Schreibschichten und mündet in eine Art Exerzitium der Leere. Entscheidend dabei ist: Koepsel schreibt die Schichten nicht einfach linear übereinander, sondern für jede neue Schicht dreht er das Blatt um neunzig Grad, so dass ein unlesbares Textgeflecht entsteht. Im Akt des Schreibens bleibt der Text anfangs lesbar, je mehr Textschichten hinzukommen – es gibt bis zu zwölf – nähert sich der Schreibvorgang dem Absurden, wird der Schreibgrund doch immer schwärzer und die Buchstaben immer unlesbarer: Der Schreiber schreibt, aber er sieht nicht mehr was er schreibt. Der Text wird durch die Schreibhandlung zwar körperlich vollzogen, aber im körperlichen Vollzug entzieht er sich, je dichter die Überlagerungen werden, der optischen Kontrolle. Der handschriftliche Schreibvorgang erweist sich zunehmend als Selbstzweck(...)Durch das Übereinanderschreiben verschiedener Textebenen wird das abgeschriebene Buch zu einem Gebilde aus Ablagerungen, es wird zu seinem eigenen Palimpsest. Gleichzeitig vollzieht sich durch die Schichtung und Drehung der Übergang vom Text zum Bild."
Der im Katalog Wieder und Wieder erschienene Text von Damian Lentini: Das Unsichtbare in Bewegung. Damian Lentini, Kurator am Münchner Haus der Kunst, nimmt eine vorwiegend kunsthistorische Einordnung von Koepsels handschriftlichem Werk vor:
Zitat:"Wenn man dies in Betracht zieht, kann man Parallelen ziehen zwischen den mitreißenden Abschriften von Koepsels Göttlicher Komödie und Siah Armajanis großflächigem Einsatz der Werke von Sufi-Schreibern und Dichtern des dreizehnten und vierzehnten Jahrhunderts, auf seinen Frühwerken. Beide Prozesse machen die geschriebenen Texte fast gänzlich unleserlich, selbst für diejenigen, die ihre Sprache lesen können.
Das Herzstück der Werke beider Künstler ist eine komplexe Form der Frömmigkeit: Während dies teils in den Werktiteln angedeutet ist, wird der religiöse Akt tatsächlich in der Ausführung der Werke selbst verkörpert. Dieser spiegelt die wiederholten, meditativen und sogar asketischen Praktiken der Hingabe wider. Obwohl der kalligraphische Charakter immer noch das Hauptmerkmal all dieser Werke ist, stellt ihre lockere, skizzenhafte Ausführung auf Papier oder auch radikal veränderten Hintergründen, die Hingabe an die visuelle Wirkung über die strenge Lesbarkeit.(...) Da Koepsels Werk formal nicht nur auf Wort und Textualität aufbaut, sondern im Gegenteil Poesie selbst ist, könnte man versucht sein, sie als antimodernistisch zu bezeichnen. Indem er jedoch Literarisches in einer abstrakten zeichnerischen und malerischen Weise einbezieht, widersetzen sich seine Arbeiten den etablierten Normen der modernistischen Abstraktion, nämlich frei zu sein von inhaltlicher Erzählung. Eine solche Annahme würde außerdem die Tatsache außer Acht lassen , dass das gesamte Werk tatsächlich eine ideale modernistische Form darstellt, da es der formalen kalligrafischen Tradition trotzt und in , wie beiläufig hingeworfener Handschrift, Texte wiedergibt. Das Werk stellt so das Literarische wieder her, vermindert das Dekorative und hebt das Spirituelle hervor und wird dadurch höchst provokativ."

## Wichtige Ausstellungen
Koepsels Arbeiten wurden in Deutschland, Österreich, Norwegen, Australien, China und Taiwan, in der Deutschen Gesellschaft für christliche Kunst München, der Neuen Galerie Dachau, im Kino des Künstlerhauses Wien, dem Museum Villa Stuck mit M+M, dem Museum Kulturspeicher Würzburg, im Kunstmuseum Bergen mit Kurt Johanneson, in der QCA Gallery Brisbane Australien, im Dimension Endowment of Art Foundation (DEoA) Taiwan und an anderen Orten gezeigt.
- 1999: lai (COME), Kunst im öffentlichen Raum, DEoA-Foundation; Taipei, Taiwan; Katalog[7][8]
- 2001: Zen-Camera, curated by Sophie McIntyre, Queensland College of Art Gallery; Brisbane, Australia
- 2003: Neue Galerie Dachau, Katalog
- Game over, Künstlerhaus Wien, Österreich[1]
- 2010: iAart at IT Park, Collaboration with Vernon Ah Kee, Taipei Taiwan[9]
- 2014: Exercises of Emptiness; VT Artsalon; Taipei; Taiwan,[10]
- 2018: Am Anfang war das Wort Am; Galerie Renate Bender, München
- 2020: Wieder + Wieder, kuratiert von Benita Meißner, DG Kunstraum Deutsche Gesellschaft für christliche Kunst, München, Katalog[4][3]
- 2021: Shelter, Apartment der Kunst, München[11][12][13]
- 2022: You can take; DG Kunstraum Deutsche Gesellschaft für christliche Kunst, München
- 2022: auf Einladung des Projektes No Measurements Mitwirkender bei CAMP notes on education der Documenta fifteen.
- 2023: You can take, Taipei edition VT Artsalon; Taipei; Taiwan
- 2023: imagine..., Matsu Biennal 2023

## Sammlungen
- Bayerische Staatsbibliothek, München
- Sammlung der Aareal Bank, Wiesbaden
- Lyrik Kabinett Sammlung Haeusgen, München
- Private Sammlungen in Deutschland, Taiwan, Australien